# Міхалкі (Вомбжезький повіт)
Міхалкі (пол. Michałki) — село в Польщі, у гміні Ринськ Вомбжезького повіту Куявсько-Поморського воєводства.